# 路氏圓魨
路氏圓魨為輻鰭魚綱魨形目四齒魨亞目四齒魨科的其中一種，為熱帶海水魚，分布於中太平洋東部哥斯大黎加及巴拿馬海域，棲息深度4-17公尺，體長可達21.9公分，棲息在沿海、河口區，生活習性不明。

## 扩展阅读
維基物種上的相關：路氏圓魨